# The Umeda Tower
The Umeda Tower (梅田タワー)  est un gratte-ciel résidentiel de 148 mètres de hauteur construit au Japon à Osaka, dans l'arrondissement Kita-ku, de 2003 à 2005, comprenant 385 logements.
L'immeuble a été conçu par la société Kajima Corporation.
La surface de plancher de l'immeuble est de 52 903 m2.